# Joachim Frederik Schouw
Joachim Frederik Schouw (Koppenhága, 1787. február 7. – Koppenhága, 1852. április 28.) dán botanikus.

## Életútja
1808-tól a jogot tanulmányozta, de mellékesen a botanikával is foglalkozott. 1812-ben Schmithtel Norvégiába utazott, ez későbbi fő stádiumának, a növénygeográfiának vettette meg alapját. 1820-ban szülővárosa egyetemén magántanárnak habilitálták, 1821-ben rendes tanár, 1841-ben a botanikuskert igazgatója lett. 1830-ban kezdte meg Dansk Ugeskrift című havi folyóiratát kiadni, mely eleinte hasznos ismereteket szándékolt közölni, de később a liberális párt fő közlönye lett. Azután a közben megszakadt Dansk Ugeskriftet folytatta, melynek 1847-1852 közötti kiadása Dansk Tidskrift nevet visel.

## Nevezetesebb művei
- Beiträge zu einer allgemeinen Klimatologie (Koppenhága, 1827)
- Grundträk til en almindelig Plantegeogrphie (uo. 1822, németül Berlin 1823; az atlasza Koppenhága, 1824, németül Berlin, 1823)
- Skildring at Veirligets Tilstand i Danmark (Koppenhága, 1826)
- Europa (2. kiad. 1835, németül Kiel, 1833)
- Naturskildringer (egész sereg népszerű értekezés, Koppenhága, 1837, 2 kiad. 1866, németül Kiel, 1840; Möller, Die Erde, die Planzen und der Mensch címen adta ki Schouw életrajzával együtt, Lipcse, 1854)
- Tableau du climat et de la végétation de l'Italie (Koppenhága, 1839).[3]